# François de La Rovère
Pour les autres membres de la famille, voir Famille Della Rovere.
François de La Rovère, francisation de Francesco Grosso della Rovere, né à Savone et mort le 16 mai 1524 à Balsièges, est un ancien évêque italien. Il fut évêque de Gubbio, puis évêque de Mende de 1504 à 1524. L'accession à ce dernier évêché lui a également conféré le titre de comte de Gévaudan, ce titre étant dévolu aux évêques de Mende, depuis l'acte de paréage signé en 1307 par le roi et Guillaume VI Durand.

## Biographie
François de la Rovère est issu de la famille Della Rovere, il est le fils d'Antonio Grosso et de Maria Basso Della Rovere. Il est ainsi parent des papes Sixte IV (Maria est la nièce du pape) et de Jules II (Maria est cousine germaine du pape). Lorsqu'il est nommé cardinal, Clément de La Rovère quitte l'évêché de Mende pour retourner à Rome. C'est alors son frère, François, qui prendra sa succession. Il était jusqu'alors évêque de Gubbio en Italie.
C'est lui qui acheva la cathédrale Notre-Dame-et-Saint-Privat de Mende, la somptueuse cathédrale souhaitée par le pape Urbain V. Il la dota de ses deux clochers, dont l'un accueillit la cloche Marie-Thérèse, plus connue sous le nom de la « Non Pareille », la plus grosse cloche du monde.
Il meurt le 16 mai 1524 en son château de Balsièges, à quelques kilomètres de Mende.
Selon sa volonté, sa dépouille repose depuis lors dans la chapelle de la chartreuse Saint-Sauveur de Villefranche-de-Rouergue en Aveyron. 